# Sophronisque
Sophronisque  était le père du philosophe grec Socrate,,.
Il était athénien et venait du deme Alopèce,. Selon la tradition, Sophroniscus était par métier un tailleur de pierre ou un sculpteur Selon Platon (dans le dialogue  Lachès), Sophronisque était un ami proche de Lysimaque, fils d'Aristide.